# Johannes van den Bosch
Johannes, conde van den Bosch (Herwĳnen, 2 de febrero de 1780 - La Haya, 28 de enero de 1844) fue un Teniente General, administrador colonial y político neerlandés.

## Biografía
Nacido en Herwĳnen en la provincia de Güeldres de las entonces denominadas Provincias Unidas (hoy Países Bajos), van den Bosch llegó a Java en 1797 como teniente, pero fue rápidamente ascendido a coronel. Se fue de allí en 1810, debido a diferencias con el Gobernador General de las Indias Orientales Neerlandesas Daendels. Tras su regreso a Holanda en noviembre de 1813, van den Bosch hizo campaña en pro de la vuelta de la Casa de Orange.
Más tarde fue nombrado de nuevo coronel y comandante de Maastricht, ascendiendo a general de división. Van den Bosch ayudó en la fundación de la Maatschappĳ van Weldadigheid (Sociedad de Humanitarismo).
En 1827 fue nombrado comisario general y fue enviado de vuelta a Yakarta, donde se le nombró Gobernador General de las Indias Orientales Neerlandesas en 1830, desempeñando el cargo hasta 1833. Van den Bosch volvió a los Países Bajos cinco años después, retirándose voluntariamente en 1839, cuando fue elevado al rango de Conde. Johannes van den Bosch murió en su propiedad de La Haya el 28 de enero de 1844.